# 11 февраля
11 февраля — 42-й день года  по григорианскому календарю.
До конца года остаётся 323 дня (324 дня в високосные годы).
До 15 октября 1582 года — 11 февраля по юлианскому календарю, с 15 октября 1582 года — 11 февраля по григорианскому календарю.
В XX и XXI веках соответствует 29 января по юлианскому календарю.

## Праздники и памятные дни

### Международные
- ООН — Международный день женщин и девочек в науке[2].

### Национальные
- Камерун — День молодёжи.
- Либерия — День вооружённых сил.
- США — Национальный день изобретателя.
- Япония — День основания государства.

### Религиозные

#### Католицизм
- Память Папы Римского Григория II;
- память Девы Марии Лурдской;
  - Всемирный день больного;
- память святого Бенедикта Анианского.

#### Православие[3]
- Перенесение мощей священномученика Игнатия Богоносца (107);
- память священномучеников Иоанна Гранитова и Леонтия Клименко, пресвитеров, Константина Зверева, диакона и с ними 5 мучеников (1920);
- память мучеников Самосатских: Романа, Иакова, Филофея, Иперихия, Авива, Иулиана и Паригория (297);
- память мучеников Эмесских: Сильвана епископа, Луки диакона и Мокия чтеца (312)[4];
- память святителя Лаврентия, затворника Печерского, епископа Туровского (1194);
- память святителей Герасима (ок. 1441—1467), Питирима (1455) и Ионы (1470), епископов Великопермских, Устьвымских;
- Собор Екатеринбургских святых;
- Собор Коми святых;
- Собор святых Пермской митрополии (переходящее празднование в 2018 году).

### Именины
- Католические: Бенедикт, Грегори, Мария.
- Православные: Авив, Афраат, Варсимей, Герасим, Дмитрий, Иван, Игнатий, Иона, Иперихий, Константин, Лаврентий, Леонтий, Лука, Мокий, Паригорий, Питирим, Роман, Сильван, Фафуил, Филофей, Юлиан, Яков.

## События

### До XIX века
- 660 до н. э. — По легенде, восшествие императора Дзимму на трон Японии. Создание японского государства.

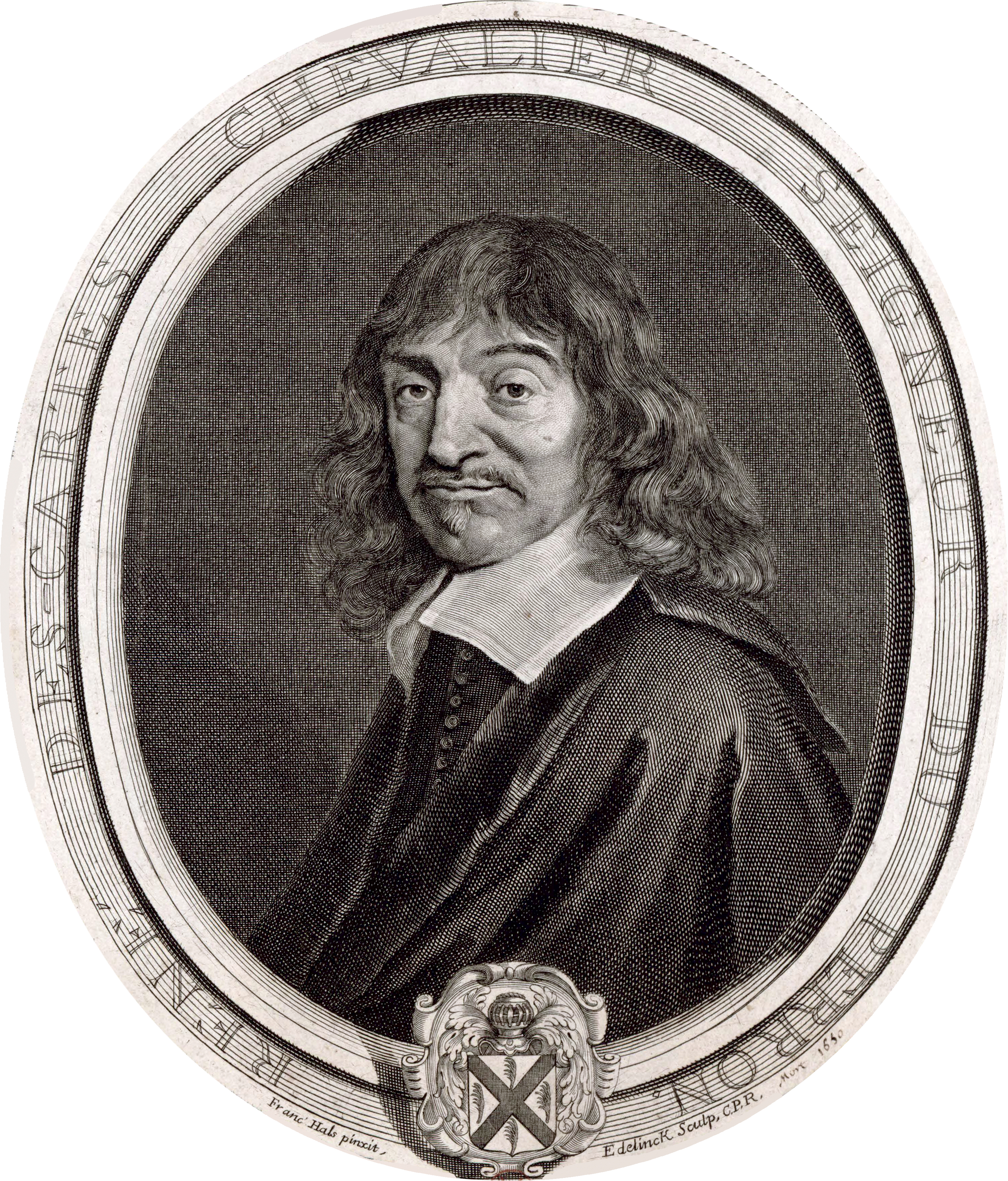
Декарт

- 55 — Тиберий Клавдий Цезарь Британник, сын римского императора Клавдия, был отравлен Нероном, с помощью знаменитой отравительницы Локусты.
- 244 — В Месопотамии, по приказу Филиппа Араба, тайно убит римский император Гордиан III.
- 435 — Африканские завоевания вандалов Гейзериха были признаны по мирному договору императором Валентинианом III. Вандалы получили во владение восточную Мавретанию с частью Нумидии, но обязались взамен платить ежегодную дань империи и защищать границы от берберов в качестве федератов. Гейзерих отдал заложником в Рим своего сына Гунериха, который вскоре вернулся.
- 1115 — Восстание рейнских и вестфальских князей: император Священной Римской империи Генрих V был побеждён в битве[нем.] при Вельфесхольце, у Вельфского леса на реке Виппер под Мансфельдом. Его военачальник Хойер фон Мансфельд[нем.] погиб в этом бою, а сам Генрих вынужден был бежать из Саксонии.
- 1234 — В ходе походов германских крестоносцев, целью которых было завоевание и насильственная христианизации прибалтийских племён (куршей, ливов и т. д.), создано независимое духовное княжество Курляндское епископство. Столицей епископии стал г. Пилтене (ранее нем. Пильтен).
- 1573 — Гугенотские войны: католические войска начинают осаду Ла-Рошели.
- 1626 — Негус Эфиопии Сусныйосе и патриарх Альфонсо Мендес объявляют о подчинении эфиопской православной церкви Риму и о провозглашении католицизма государственной религией.
- 1659 — Датско-шведская война: шведы предпринимают неудачный штурм Копенгагена.
- 1695 — Польско-турецкая война: великий коронный гетман Станислав Ян Яблоновский отражает татарский набег на Львов и наголову разбивает татарские части Шебас-Гирея.
- 1697 — Пётр I разрешил продажу табака в Русском царстве.
- 1720 — Плотник Ефим Никонов начинает строить «потаённое судно», предшественницу субмарин.
- 1727 — Англо-испанская война: началась осада Гибралтара.

### XIX век
- 1809 — Роберт Фултон запатентовал пароход.
- 1812 — Губернатор штата Массачусетс Э. Герри с помощью манипуляций над границами округов добился того, что на выборах в Сенат победила в штате его Демократическо-республиканская партия. По фамилии губернатора эта система получила название джерримендеринг.
- 1814 — Шестидневная война Наполеона: сражение при Монмирале. Разгром Наполеоном русского корпуса под командованием Остен-Сакена и части прусского корпуса Йорка.
- 1826 — Университетский колледж Лондона основан как Лондонский университет. Он стал самым первым университетом Лондона.
- 1829 — Резня в русском посольстве в Тегеране.
- 1838 — По железной дороге от Санкт-Петербурга до Царского Села начинают ходить поезда на конной тяге.
- 1840 — В Париже, в театре Опера-комик прошла премьера комической оперы в двух действиях итальянского композитора Гаэтано Доницетти, «Дочь полка».
- 1855 — Сын мелкопоместного феодала из Куары, Каса, объявил себя императором Эфиопии под именем Теодрос II.
- 1858 — Первое явление Девы Марии в Лурде. 14-летняя Бернадетта Субиру собирала дрова и кости для старьёвщицы неподалёку от Лурда, когда вдруг заметила, что находящийся рядом грот озарён светом, а куст шиповника у входа колышется, как будто от ветра. В освещённом гроте Бернадетта увидела, как она говорила впоследствии «что-то белое, похожее на барышню». В последующие несколько месяцев вплоть до 16 июля Бернадетта ещё 17 раз лицезрела видение в гроте. В 1862 году явления были официально признаны. Место явления Богородицы св. Бернадетте превратилось в один из главных центров католического паломничества. Ежегодно в Лурд приезжает до пяти миллионов паломников.
- 1865 — в ходе Гражданской войны в США, армия Конфедеративных Штатов Америки одержала победу над армией Союза в битве[англ.] при городе Эйкен в Южной Каролине[5][6].
- 1873 — После отречения от престола испанского короля Амадея I, произошедшего вследствие острого социального кризиса и начавшейся Второй карлистской войны, Кортесами провозглашена Первая Испанская Республика.
- 1889 — Принята Конституция Мэйдзи, которая устанавливала в Японии конституционную монархию прусского образца. Работу над проектом Конституции возглавлял Ито Хиробуми. После принятия Конституции в Японии появился первый в Азии парламент.
- 1900
  - Вторая англо-бурская война: перейдя в наступление, английские войска окружили и принудили к капитуляции армию Оранжевой республики при Паадеберге.
  - На III съезде украинских студенческих громад в Харькове основана Революционная украинская партия.

### XX век
- 1903 — в Вене под управлением Фердинанда Лёве[нем.] состоялась премьера симфонии Антона Брукнера № 9 ре минор.
- 1916 — за распространение литературы о контроле над рождаемостью в Нью-Йорке арестована Красная Эмма.
- 1918 — декрет СНК об организации Рабоче-крестьянского Красного флота (РККФ).
- 1921
  - Советизация Грузии: в Борчалинском и Ахалкалакском уездах Грузии местные коммунисты подняли восстание, скоординированное с командованием 11-й армии. Большевиками были заняты Гори, Душет и весь Борчалинский уезд.
  - Верхнесилезский плебисцит: на период подготовки и проведения плебисцита управление территорией взяла на себя Межсоюзническая комиссия по управлению и проведению плебисцита в Верхней Силезии, составленная из представителей Франции, Великобритании и Италии, председателем которой был французский дивизионный генерал Анри Ле Рон.
  - образована автономная Финляндская православная церковь в составе Русской православной церкви.
- 1928 — в швейцарском Санкт-Морице открылись II зимние Олимпийские игры. Открыл игры Эдмунд Шультес.
- 1929
  - Подписаны Латеранские соглашения.
  - Франц I стал князем Лихтенштейна.
- 1937 — учреждён японский «Орден Культуры», вручаемый за достижения в области культуры.
- 1938
  - Сейм Литовской Республики принял третью Конституцию Литвы. Вступила в действие 12 мая 1938 года.
  - BBC Television выпускает на экраны первую научно-фантастическую телепередачу, по мотивам научно-фантастической пьесы, написанной Карелом Чапеком «R.U.R.».
- 1940
  - Начало прорыва линии Маннергейма Красной Армией в Зимней войне, завершившегося перемирием. Основные силы были сосредоточены на Карельском перешейке. В этом наступлении совместно с сухопутными частями Северо-Западного фронта действовали корабли Балтийского флота и созданной в октябре 1939 года Ладожской военной флотилии.
  - В Москве подписано хозяйственное соглашение[англ.] между СССР и Германией. Согласно договору Советский Союз согласился с 11 февраля 1940 г. по 11 февраля 1941 в дополнение к объёмам, указанным в торговом договоре 1939, поставить товаров (нефти, сырья, муки) на сумму от 420 до 430 миллионов рейхсмарок.
- 1941 — Пластинка с записью песни из репертуара американского джаз-оркестра Гленна Миллера, известная по кинофильму «Серенада Солнечной долины», «Поезд на Чаттанугу», стала первым официальным «золотым диском» в истории грамзаписи. В тот день, во время радиотрансляции выступления оркестра, президент «Ар-си-эй» Уолли Эрли вручил Гленну Миллеру покрытую золотым лаком грампластинку с записью песни «Поезд на Чаттанугу».
- 1942 — Началась Операция «Цербер» по передислокации трёх крупных надводных кораблей Кригсмарине («Scharnhorst» (флаг вице-адмирала Цилиакса, капитан 1 ранга Хоффманн), «Gneisenau» (капитан Отто Файн), «Prinz Eugen») из Бреста в Германию.
- 1943 — Сталин подписал решение ГКО о начале в СССР работ для создания атомной бомбы.
- 1944 — Ровно-Луцкая операция: завершилась Ровно-Луцкая операция, начавшаяся 27 января 1944 года. Войска правого фланга 60-й армии 1-го Украинского фронта, после ожесточённых боёв освободили город и крупный железнодорожный узел Шепетовку.
- 1953 — Президент США Дуайт Эйзенхауэр, несмотря на мощную международную кампанию, в которой приняли участие физик Альберт Эйнштейн, писатель Томас Манн и папа Римский Пий XII, отклонил последнее прошение о помиловании супругов Розенберг. 19 июня они были казнены.
- 1956 — первый полёт военно-транспортного самолёта Ан-8 под управлением лётчиков-испытателей Я. И. Верникова (командир) и В. П. Васина (второй пилот) с аэродрома Святошино.
- 1959 — В южной части Аравийского полуострова из нескольких британских колоний создана Федерация Арабских Эмиратов Юга.
- 1970 — выведен на орбиту первый японский искусственный спутник Земли «Осуми».
- 1971 — в Москве, Вашингтоне и Лондоне был открыт для подписания «Договор о запрещении размещения на дне морей и океанов и в его недрах ядерного оружия».
- 1972 — Эмират Рас-эль-Хайма присоединился к Объединённым Арабским Эмиратам.
- 1975 — Во втором туре выборов председателя Консервативной партии Великобритании Маргарет Тэтчер одержала победу над Уильямом Уайтлоу, став первой женщиной — лидером оппозиции в Британии.
- 1978 — В Китае отменён запрет на чтение книг Аристотеля, Шекспира и Диккенса.
- 1979 — Исламская революция в Иране: после трёх суток уличных боёв с лояльными временному правительству гвардейцами в Тегеране сторонники аятоллы Хомейни берут контроль над городом, Генштаб объявляет нейтралитет, победа революции.
- 1980 — премьера фильма Владимира Меньшова «Москва слезам не верит».
- 1981 — генерал армии Войцех Ярузельский стал председателем Совета Министров ПНР.
- 1986 — на мосту Глинике, на границе Западного Берлина и ГДР, произведён обмен арестованных в США чехословацких агентов Карела Кёхера и Хану Кёхер, а также советского разведчика Евгения Землякова, польского разведчика Ежи Качмарека и разведчика ГДР Детлефа Шарфенорта, арестованных в ФРГ, на борца за права человека в Советском Союзе, известного диссидента, отказника и сиониста Анатолия Борисовича Щаранского, вместе с двумя гражданами ФРГ и гражданином Чехословакии.
- 1990 — после подписания последним белым президентом ЮАР Фредериком де Клерком указа о легализации АНК и других движений против режима апартеида, вышел на свободу после 27-летнего заключения Нельсон Мандела.
- 1991
  - В Гааге создана Организация наций и народов, не имеющих представительства.
  - Исландия первой признала независимость Литвы.
- 1992 — Таойсехом Ирландии стал представитель партии Фианна Файл Альберт Рейнольдс.
- 1997 — команда шаттла Discovery отправляется ремонтировать и обновлять телескоп Hubble.

### XXI век
- 2001 — создан компьютерный вирус Anna Kournikova.
- 2002 — папа римский Иоанн Павел II, несмотря на протест РПЦ и череду антикатолических митингов, преобразовал 4 апостольские администратуры в России в полноценные епархии (Архиепархия Божией Матери в Москве, Преображенская епархия в Новосибирске, Епархия Святого Иосифа в Иркутске, Епархия Святого Климента в Саратове).
- 2007 — Гурбангулы Бердымухамедов победил на выборах президента Туркмении с результатом 89,23 %.
- 2008
  - Президент Восточного Тимора Жозе Рамуш-Орта был тяжело ранен в живот в результате покушения[англ.], организованного экстремистской организацией боевиков Восточного Тимора. Врачи констатировали 2—3 ранения, особенно сильно было задето правое лёгкое.
  - В Сеуле сгорела дотла деревянная часть одного из старейших архитектурных памятников, построенного в 1398 году, входящего в список национального достояния Кореи под первым номером, Южных ворот.
- 2009
  - Морган Цвангираи назначен премьер-министром Зимбабве.
  - Ракета-носитель «Протон-М» с космодрома Байконур, вывела на орбиту Земли два новых российских ИСЗ «Экспресс-АМ44» и «Экспресс МД1».
  - Вступил в действие закон об отмене в Польше воинской обязанности.
- 2011 — революция в Египте: президент Египта Хосни Мубарак подал в отставку, передав власть Высшему совету Вооружённых сил.
- 2014 — катастрофа C-130 под Айн-Млилой, 77 погибших.
- 2016 — объявлено об экспериментальном открытии гравитационных волн.
- 2018 — катастрофа Ан-148 в Подмосковье.

## Родились

### До XIX века
- 1261 — Оттон III (ум. 1312), герцог Баварии (1290—1312), король Венгрии (1305—1307).
- 1466 — Елизавета Йоркская (ум. 1503), английская принцесса из дома Йорков, старшая дочь короля Эдуарда IV.
- 1536 — Григорий XIV (в миру Никколо Сфондрати; ум. 1591), 229-й папа римский (1590—1591).
- 1624 — Ламберт Домер (ум. 1700), нидерландский живописец и рисовальщик эпохи барокко.
- 1657 — Бернар Ле Бовье де Фонтенель (ум. 1757), французский писатель и учёный.
- 1776 — Иоанн Каподи́стрия (ум. 1831), российский и греческий государственный деятель, министр иностранных дел России (1816—1822), первый правитель независимой Греции (1827—1831).
- 1800 — Уильям Генри Фокс Тальбот (ум. 1877), английский физик и химик, один из изобретателей фотографии.

### XIX век
- 1802 — Лидия Мария Чайлд (ум. 1880), американская писательница, журналистка, борец за права женщин и индейцев.
- 1807 — Наполеон Орда (ум. 1883), белорусский, литовский и польский литератор, композитор, музыкант, художник.
- 1847 — Томас Эдисон (ум. 1931), американский изобретатель и предприниматель.
- 1860 — Рашильд (при рожд. Маргарита Эмери; ум. 1953), французская писательница и драматург, хозяйка литературного салона.
- 1864 — Йожеф Балашша (ум. 1945), венгерский лингвист, филолог, педагог[7].
- 1869 — Эльза Ласкер-Шюлер (ум. 1945), немецкая поэтесса и писательница, представительница экспрессионизма.
- 1874 — Эльза Бесков (ум. 1953), шведская детская писательница и иллюстратор книг.
- 1875 — Василий Качалов (наст. фамилия Шверубович; ум. 1948), актёр театра, кино и озвучивания, мастер художественного слова, педагог, народный артист СССР.
- 1881 — Карло Карра Дальмаццо (ум. 1966), итальянский художник и график, представитель футуризма.
- 1887
  - Сигизмунд Кржижановский (ум. 1950), советский писатель, драматург, философ, театровед.
  - Иван Шадр (наст. фамилия Иванов; ум. 1941), русский советский скульптор-монументалист.
- 1894 — Виталий Бианки (ум. 1959), советский детский писатель.
- 1898 — Лео Силард (ум. 1964), американский физик, один из создателей первого ядерного реактора.
- 1900 — Ханс-Георг Гадамер (ум. 2002), немецкий философ, основатель «философской герменевтики».

### XX век
- 1902
  - Любовь Орлова (ум. 1975), актриса театра и кино, певица, танцовщица, пианистка, народная артистка СССР.
  - Яков Ромас (ум. 1969), живописец, сценограф, мастер оформительского искусства, педагог, народный художник СССР.
  - Арне Якобсен (ум. 1971), датский архитектор и дизайнер.
- 1905 — Галина Кравченко (ум. 1996), актриса театра и кино, заслуженная артистка РСФСР.
- 1909 — Джозеф Лео Манкевич (ум. 1993), американский кинорежиссёр, продюсер, сценарист.
- 1917
  - Джузеппе де Сантис (ум. 1997), итальянский кинорежиссёр и сценарист, один из основоположников неореализма.
  - Сидни Шелдон (наст. фамилия Шехтель; ум. 2007), американский писатель и сценарист.
- 1920 — Фарук I (ум. 1965), король Египта и Судана.
- 1921 — Ллойд Бентсен (ум. 2006), политик США, демократ.
- 1925 — Вирджиния Джонсон (ум. 2013), американская учёная-сексолог, исследователь.
- 1926 — Лесли Нильсен (ум. 2010), канадский и американский комедийный актёр кино и телевидения.
- 1929 — Альберт Азарян (ум. 2023), советский гимнаст, трёхкратный олимпийский чемпион, 4-кратный чемпион мира.
- 1930 — Валя Котик (погиб в бою в 1944), юный партизан ВОВ, разведчик, Герой Советского Союза (1958, посмертно).
- 1932 — Евгений Горбунов, советский и российский физик, один из пионеров работ по управляемому термоядерному синтезу.
- 1934
  - Мэри Куант (ум. 2023), британский дизайнер и модельер, создательница мини-юбки.
  - Мануэль Норьега (ум. 2017), панамский военный и государственный деятель, руководитель Панамы в 1983—1989 гг.
  - Джон Сёртис (ум. 2017), британский автогонщик и мотогонщик, чемпион мира в классе «Формула-1» (1964), четырехкратный чемпион мира в классе «MotoGP».
- 1935 — Джин Винсент (наст. имя Винсент Юджин Крэддок; ум. 1971), американский певец, автор песен, пионер рок-н-ролла.
- 1936 — Бёрт Рейнольдс (ум. 2018), американский актёр, лауреат двух «Золотых глобусов» и премии «Эмми».
- 1938
  - Борис Майоров, советский хоккеист, двукратный олимпийский чемпион, многократный чемпион мира и Европы.
  - Евгений Майоров (ум. 1997), советский хоккеист, олимпийский чемпион, двукратный чемпион мира, спортивный комментатор, брат-близнец Бориса Майорова.
- 1941
  - Юрий Кузнецов (ум. 2003), русский поэт, переводчик, литературный критик, педагог.
  - Сержио Мендес (ум. 2024), бразильский пианист и композитор.
- 1943 — Хоселито (при рожд. Хосе Хименес Фернандес), испанский певец и киноактёр.
- 1945 — Ральф Даубелл, австралийский бегун, олимпийский чемпион (1968).
- 1954 
  - Александр Коршунов, советский и российский актёр театра и кино, театральный режиссёр, педагог, народный артист РФ.
  - Уэсли Стрик, американский сценарист и кинорежиссёр.
- 1960 — Ричард Алан Мастраккио, американский инженер и астронавт НАСА.
- 1961 — Кэри Лоуэлл, американская актриса кино и телевидения, бывшая фотомодель.
- 1962 — Шерил Кроу, американская певица, гитаристка, автор песен, обладательница 9 премий «Грэмми».
- 1964 
  - Аркадий Волож, сооснователь и генеральный директор группы компаний «Яндекс».
  - Адриан Хаслер, лихтенштейнский политик, премьер-министр с 2013 по 2021 гг.
- 1969 — Дженнифер Энистон, американская актриса, режиссёр и продюсер, обладательница премий «Эмми», «Золотой глобус».
- 1971 — Дэмиэн Льюис, британский актёр кино и телевидения, продюсер, лауреат премий «Золотой глобус» и «Эмми».
- 1972 — Келли Слейтер, профессиональный американский сёрфер, 11-кратный чемпион мира.
- 1973
  - Варг Викернес, музыкант, единственный участник норвежской блэк-метал-группы «Burzum».
  - Крэйг Джонс, американский музыкант, участник группы ню-метал-группы «Slipknot».
- 1976 — Рикарду Перейра, португальский футболист, вратарь, участник чемпионатов мира 2002 и 2006 годов, а также чемпионата Европы 2004 и 2008 годов.
- 1977 — Майк Шинода, вокалист, гитарист, клавишник, MC и один из основателей рок-группы «Linkin Park».
- 1978 
  - Ирина Муромцева, российская журналистка, теле- и радиоведущая, продюсер, режиссёр.
  - Тимур Батрутдинов, российский комедийный актёр и телеведущий..
- 1979 
  - Брэнди Норвуд, американская R&B-певица, автор песен, продюсер, актриса и телеведущая, лауреат премии «Грэмми».
  - Наталья Солдатова, российская актриса театра и кино.
- 1981 — Келли Роуленд, американская R&B-певица, актриса, автор песен, лауреат премии «Грэмми».
- 1982 
  - Натали Дормер, британская актриса (сериал «Игра престолов» и др.).
  - Нил Робертсон, австралийский профессиональный игрок в снукер, чемпион мира (2010).
- 1983 — Рафаэл ван дер Варт, нидерландский футболист, призёр чемпионата мира (2010) и Европы (2004).
- 1984 — Томас Эшли, новозеландский яхтсмен, олимпийский чемпион (2008).
- 1985 — Сара Батлер, американская актриса кино и телевидения.
- 1987 — Беат Фойц, швейцарский горнолыжник, олимпийский чемпион (2022), чемпион мира.
- 1988 — Дзюн Дзюн (наст. имя Ли Чунь), китайская певица, участница японской идол-поп-группы Morning Musume.
- 1992
  - Тейлор Лотнер, американский актёр кино, телевидения и озвучивания, певец.
  - Лассе Норман Хансен, датский велогонщик, двукратный олимпийский чемпион.
- 1993
  - Карл Гайгер, немецкий прыгун на лыжах с трамплина, многократный чемпион мира.
  - Пётр Ян, российский боец смешанных боевых искусств, экс-чемпион UFC в легчайшем весе.
- 1994 — Ван Шунь, китайский пловец, олимпийский чемпион.
- 1996 — Даниил Медведев, российский теннисист, экс-первая ракетка мира.
- 1997 — Розанна Пак, южнокорейская певица, участница группы Blackpink.

## Скончались

### До XIX века
- 55 — Тиберий Клавдий Цезарь Британник (р. 41), сын римского императора Клавдия, отравлен по указанию Нерона.
- 244 — Гордиан III (р. 225), римский император (с 238).
- 867 — Феодора (р. 815), византийская императрица, христианская святая.
- 1406 — Димитрий Прилуцкий, монах, преподобный Русской церкви, основатель Спасо-Прилуцкого монастыря.
- 1503 — Елизавета Йоркская, английская принцесса из дома Йорков.
- 1507 — Ян Глоговчик (р. 1445), польский астроном, математик, богослов, философ, врач и педагог.
- 1650 — Рене Декарт (р. 1596), французский философ, математик, физик.
- 1755 — Шипионе Маффеи (р. 1675), итальянский поэт, драматург, археолог, искусствовед.

### XIX век
- 1820 — Карл фон Фишер (р. 1782), немецкий архитектор.
- 1824 — Дмитрий Горчаков (р. 1758), русский поэт и драматург.
- 1829 — в Тегеране убит Александр Сергеевич Грибоедов (р. 1795), русский поэт, драматург, дипломат.
- 1840 — Иван Козлов (р. 1779), русский поэт, переводчик.
- 1848 — Томас Коул (р. 1801), американский художник-пейзажист.
- 1868 — Жан Бернар Леон Фуко (р. 1819), французский физик и астроном.
- 1892 — Джеймс Огастас Грант (р. 1827), шотландский исследователь Восточной и Экваториальной Африки.

### XX век
- 1904 — Владимир Марковников (р. 1838), русский химик, основатель научной школы.
- 1915 — Иосиф Викентьевич Балзукевич (р. 1867), польский художник.
- 1918 — Алексей Каледин (р. 1861), русский военачальник, генерал от кавалерии, деятель Белого движения.
- 1923 — Вильгельм Киллинг (р. 1847), немецкий математик.
- 1924
  - Дмитрий Кайгородов (р. 1846), русский лесовод, естествоиспытатель, «отец» русской фенологии.
  - Жан-Франсуа Рафаэлли (р. 1850), французский живописец, гравёр, иллюстратор, бытописатель Парижа.
- 1937 — Василий Гурко (р. 1864), русский военачальник, генерал от кавалерии.
- 1939 — Николай Насонов (р. 1855), русский советский зоолог, академик Петербургской академии наук и АН СССР.
- 1940 — Джон Бакен (р. 1875), британский писатель и государственный деятель, 15-й генерал-губернатор Канады (1935—1940).
- 1948 — Сергей Эйзенштейн (р. 1898), советский кинорежиссёр, сценарист, теоретик кино.
- 1960 — Киприан (в миру Константин Эдуардович Керн; р. 1899), российский профессор-богослов, архимандрит, уехавший в 1920-е гг. в Югославию.
- 1963 — Сильвия Плат (р. 1932), американская поэтесса и писательница, лауреат Пулитцеровской премии (посмертно).
- 1973 — Ханс Йенсен (р. 1907), немецкий физик, лауреат Нобелевской премии (1963) «за открытие оболочечной структуры ядра».
- 1978 — Харри Эдмунд Мартинсон (р. 1904), шведский поэт и прозаик, лауреат Нобелевской премии по литературе (1974).
- 1982 — Такаси Симура (р. 1905), японский киноактёр.
- 1985
  - погиб Бен Абруззо (р. 1930), американский воздухоплаватель, вместе со своим экипажем первым в мире пересёкший на воздушном шаре Атлантический и Тихий океаны.
  - убит Талгат Нигматулин (р. 1949), советский киноактёр и каскадёр.
- 1986 — Фрэнк Герберт (р. 1920), американский писатель-фантаст (роман «Дюна» и др.).
- 1990 — Владимир Беляев (р. 1909), русский и украинский советский писатель.
- 1993 — Десанка Максимович (р. 1898), сербская писательница.
- 1994 — Пауль Фейерабенд (р. 1924), американский философ, методолог науки.
- 1995 — убит Сергей Шевкуненко (р. 1959), советский киноактёр.
- 2000 — Роже Вадим (настоящее имя Вадим Племянников; р. 1928), французский кинорежиссёр.

### XXI век
- 2005
  - Владимир Котельников (р. 1908), советский и российский учёный в области радиотехники.
  - Александр Январёв (р. 1940), советский и российский актёр театра и кино.
- 2009 — Маргарита Эскина (р. 1933), советский и российский театральный деятель.
- 2010
  - Ирина Архипова (р. 1925), оперная певица, народная артистка СССР.
  - Роман Дмитриев (р. 1949), советский борец вольного стиля, чемпион мира и Олимпийских игр.
  - покончил с собой Александр Маккуин (р. 1969), английский дизайнер модной одежды.
  - Юрий Севидов (р. 1942), советский и российский футбольный тренер, спортивный обозреватель, бывший футболист.
- 2012
  - Сергей Колосов (р. 1921), кинорежиссёр и сценарист, народный артист СССР.
  - Уитни Хьюстон (р. 1963), американская певица, актриса, фотомодель.
- 2013
  - Павел Вигдергауз (р. 1925), советский и украинский архитектор.
  - Рем Вяхирев (р. 1934), советский и российский государственный деятель, в 1992—2001 гг. председатель правления «Газпрома».
  - Ирина Масленникова (р. 1918), оперная певица, педагог, народная артистка РСФСР.
- 2024
  - Келвин Киптум (р.1999), кенийский бегун на длинные дистанции. Рекордсмен мира в марафоне.

## Народный календарь, приметы и фольклор Руси
День Лаврентия.
- На Лаврентия ведьмы на полях «заломы» устраивают. На Руси, дабы отпугнуть нечисть, по углам поля втыкали чертополох.
- Февраль переменчив в этот день: «и теплом приласкает, и морозом отдубасит»[9].